# 30593 Dangovski
30593 Dangovski è un asteroide della fascia principale. Scoperto nel 2001, presenta un'orbita caratterizzata da un semiasse maggiore pari a 2,7728623 UA e da un'eccentricità di 0,0785608, inclinata di 6,20742° rispetto all'eclittica.